# Ambkaongo
Ambkaongo est une localité située dans le département de Tougouri de la province du Namentenga dans la région Centre-Nord au Burkina Faso. 

## Histoire
Le 10 septembre 2019, Ambkaongo est attaqué par un groupe terroriste armé faisant des blessés dans la population et d'importants dégâts matériels dans les commerces du village.

## Éducation et santé
Le centre de soins le plus proche d'Ambkaongo est le centre médical (CM) de Tougouri tandis que le centre médical avec antenne chirurgicale (CMA) de la province se trouve à Boulsa.
Ambkaongo possède une école primaire.

## Religion
En 2016, la communauté musulmane Ahmadiyya du village (et du secteur) – composant l'une des deux branches de l'ahmadisme –, inaugure une importante mosquée locale.